# Teodasia
Teodasia — симфо-пауэр-метал группа из Венеции, Италия.

## История группы
Группа была образована в 2006 году ударником и композитором Francesco Gozzo. Первое демо «Crossing the Light» было записано в 2009 году, продюсером записи выступил Andrea Bezzon. Он же спродюсировал первый полноформатный альбом «Upwards», вышедший 30 марта 2012 года. В записи одной из песен «Lost Words of Forgiveness» в качестве приглашённого гостя участвует Фабио Лионе, вокалист Rhapsody of Fire и Kamelot. Альбом получает восторженные отзывы от музыкальных критиков.
В течение 2012 года группа активно гастролирует по Европе сольно и совместно с группами Elvenking и Secret Sphere, а также участвует в фестивалях, таких как Heineken Jammin Festival (Италия), Greenfild Festival (Швейцария), Hurricane Festival (Германия), Werfpop Festival (Голландия) и др.
2 августа 2013 года группу в связи с творческими разногласиями покидает вокалистка Priscilla Fiazza, её место занимает Giulia Rubino, ранее участвовавшая в группах Kayresis, Eliseum, Made of Sun.
11 октября 2013 года выходит второй альбом группы, «Reflections». В октябре-ноябре 2013 года группа выступает на разогреве в туре Тарьи Турунен «Colours in the Dark World Tour»

## Стиль
Музыканты Teodasia исполняют музыку в стилях симфонический метал и пауэр-метал, однако звучание группы является намного более лёгким по сравнению с такими классиками жанра, как Epica и Nightwish. Некоторые критики склонны относить Teodasia скорее к поп-музыке, нежели к року. Характерные черты музыки группы — активное использование фортепиано и акустических струнных инструментов.

## Состав группы
- Giulia Rubino — вокал
- Fabio Campagno — гитара
- Michele Munari — клавишные
- Nicola Falsone — бас
- Francesco Gozzo — ударные

Бывшие участники:
- Priscilla Fiazza — вокал (до 2013 года)

## Дискография
Демо:
- Crossing the Light (2009)

Альбомы:
- Upwards (2012)
- Reflections (2013)
- Metamorphosis (2016)